# Berényi család
A karancsberényi nemes, báró és gróf Berényi család egy ősi magyar család, mely a 13. században kapott nemesi rangot. Számos nemesi családhoz köthetőek házasságok révén. Ilyenek az Apponyi, Liechtenstein és  sok más magyar és európai nemesi család. Távolabbi rokoni szálak fűződnek a Saxe-Coburg und Gotha házhoz is.[forrás?]

## Története
A Berényi család nemzetségét I. István, illetve IV. László király koráig lehet visszavezetni. Jelentős tisztségeket töltöttek be a királyi Magyarországon és kiemelkedő nemzetségek tagjaival kötöttek házasságokat. A család ősei várjobbágyok voltak. Bertalan nógrádi várjobbágy fiaival, Kemcseddel és Jóbbal együtt 1266-ban nemességet kapott V. Istvántól katonai érdemeikért. Harmadik testvérük, Ders, a Bizánci Birodalom ellen vívott harcokban hősi halált halt. Ders fia, András, a győri vár visszafoglalásánál vitézkedett, ezért 1274-ben IV. Lászlótól kapott a családban másodikként nemességet.
Címerüket János és testvérei, Balázs és István budai kanonok kapták 1431-ben. A 15. század végén élt Ferenc fia, András, aki a 1526 után a nemzeti párt híve lett, majd I. Ferdinándot támogatta a trónra lépésében. Emiatt Szapolyai lefoglaltatta birtokait, de Ferdinánd király megjutalmazta. 1558. január 18-án Kezi, Mihály-Geregye, Nagyarán és Tarnóc nógrádi falvakat kapta adományként. 1560-ban újabb adományokat kapott Hontban, Onory Katalinnal kötött házasságával pedig Felsőbodok községet kapta hozományul.
A 17. században Berényi Ferenc hithű katolikusként és hűséges királypártiként a Bocskai vezette forradalmi mozgalmak elől bodoki várkastélyába vonult el. 1606. március 1-jén Karancsberény, Kisbárkány és Tench régi birtokaira újabb adománylevelet kapott. A családból György a bárói címet 1655-ben, a grófi rangot pedig először Imre, majd 1720-ban György is megkapta.
A grófi ág 1888-ban Berényi Ferenc elhunytával kihalt.

## Családtagok
- Berényi György (1601–1677) politikus, Sempte és Temetvény főkapitánya, Nyitra vármegye alispánja
- Berényi György (1657-1732) a nemzeti párt követe, a család grófi címének megszerzője
- Berényi Ferencz (1764-1846) Cs,Kir.kamarás
- Berényi János (1794–1868) kiemelkedő katona, főrendiházi tag
- Berényi Tamás (1689–1747) Zemplén vármegye főispánja, kamarás, tanácsos
- Berényi Zsigmond (1694–1748) pécsi megyés püspök, Baranya és Tolna vármegye főispánja
- Berényi Jánosné Török Irma (1875-1945) drámai színésznő, a Nemzeti Színház örökös tagja[forrás?]
- Berényi Sidonie (1819-1909) Adolph Christoph Christian von Degenfeld-Schönburg gróf, Császári és Királyi kapitány felesége, Anna von und zu Liechtenstein hercegné (1849-1933) és Marie de Rohan-Rochefort hercegné (1851-1924) édesanyja[forrás?]
- Gróf csábrági és szitnyai Koháry Zsófia báró Berényi Ádám felesége, Mária Antónia Szász-Coburg-Gotha-Koháry hercegné nagyapjának testvére[forrás?]